# کولونگا وومنگتسکا
کولونگا وومنگتسکا (به لهستانی:  Kolonia Łomnicka) یک روستا در لهستان است که در گمینا اولسنو (استان اوپوله) واقع شده‌است.